# ويليام ر. فورلونغ
ويليام ر. فورلونغ (بالإنجليزية: William R. Furlong)‏ هو ضابط أمريكي، ولد في 26 مايو 1881 في Allenport, Huntingdon County, Pennsylvania ‏ في الولايات المتحدة، وتوفي في 2 يونيو 1976 في بيثيسدا في الولايات المتحدة.